# Nia Künzer
Nia Tsholofelo Künzer (Mochudi 18 de janeiro de 1980) é uma ex-futebolista alemã nascida em Botswana.